# ستاره‌گون کهتر
ستاره‌گون کهتر (نام علمی: Astrantia minor) نام یک گونه از سرده ستاره‌گون است.